# Salasaka
Els salasaka o salasaca onstitueixen un dels pobles ètnics de la nacionalitat indígena Kichwas de la Serra de l'Equador. Es concentren en la parròquia Salasaca al cantó Pelileo, província de Tungurahua.

## Història
Segons diverses fonts, el poble salasaka s'hauria originat d'un grup de pobladors aimara, enviats pels inques en qualitat de mitimaes a l'actual província de Tungurahua durant el Tahuantinsuyo. Es van establir a la zona de Pelileo, al sud-est de la ciutat d'Ambato, durant més de cinc-cents anys.
La població actual és d'aproximadament 12.000 habitants organitzats en vint-i-quatre comunitats. La majoria parlen l'idioma kichwa. Estan organitzats en ayllus, integrat pel pare, mare i els seus fills i els fills polítics. Els fills des de molt primerenca edat són membres actius en les deures de producció familiar.

## Cultura
Els costums i tradicions del poble de la cultura Salasaca estan carregades de festes i balls celebracions. És un poble que entre els habitants, solen ser molt alegres, encara que serien una mica tancats amb les altres comunitats. Solen celebrar quan la terra dona bons fruits i abundants. També es festeja el naixement d'un nou membre de la comunitat, el matrimoni, i el solstici que és molt respectat.

### Vestimenta
La dona Salasaca compta amb abillaments diferents concorde a l'ocasió; diari i festiu. Com a abillament diari utilitzen brusa i anaco negre que arriba fins a uns dos centímetres aproximadament sota el genoll, subjecte amb una faixa que plasma una cosmovisió andina, una o dues baietes que cobreixen tota l'esquena i subjecta al capdavant amb un tupo o sostenidor, collarets i arracades que generalment són herències dels seus ancestres i un barret blanc. Els homes utilitzen pantalons blancs, camisa blanca, ponxo negre o blanc i barret blanc.

### Tradicions
Una de les expressions culturals que identifica als Salasacas és el teixit de tapissos i ponxos de diferents motius i dissenys elaborats en telers manuals, els quals relaten les seves vivències. L'activitat agrícola és per autoconsum i la hi realitza en dos pisos ecològics, l'alt i baix.
El centre social per als Salasaka és la plaça central, allí es localitzen l'església catòlica, el Museu, la Casa Comunal, l'Escola, el Col·legi, el Mercat Artesanal i alguns magatzems artesanals, entre d'altres.
No obstant això, el centre històric dels Salasaka era la comunitat de Chilcapamba, lloc on fins i tot es realitzen algunes festivitats. El canvi entre aquests dos centres ha estat gradual probablement a efecte de la construcció de la carretera entre Ambato i Baños en 1934 i com a evidència que el centre de Salasaca havia canviat l'11 de juny de 1989 es va celebrar en l'actual centre per primera vegada la festa de l'Octava Gran (Jatun Utava), festivitat que es realitzava en Chilcapamba.

## Organització política
Estan organitzats per comunes i són 17, les quals pertanyen al Consell de Govern del Poble Salasaca, aquesta al seu torn pertany al MIT (Moviment Indígena de Tungurahua) i, per tant, a l'ECUARUNARI-CONAIE, els treballs són realitzats en minga i les decisions es prenen democràticament en les Assemblees convocades per l'organització. Gran part de les comunitats salasacas es troben unides en organitzacions de segon grau com la Unión de Indígenas Salasaca (UNIS) i a la Corporación de Organizaciones Campesinas de Pelileo.